# Sporobolus eximius
Sporobolus eximius là một loài thực vật có hoa trong họ Hòa thảo. Loài này được (Trin.) Ekman miêu tả khoa học đầu tiên năm 1913.